# Степаньково (Пушкинский район)
Степаньково — деревня в Пушкинском районе Московской области, входит в сельское поселение Ельдигинское. Население — 325 чел. (2010).
Деревня расположена на высоте 178 м над уровнем моря, на западе Пушкинского района. В Степанькове находится исток реки Серебрянки. Неподалёку расположен более крупный населённый пункт — посёлок городского типа Правдинский, а в 3 километрах от Степанькова находятся садовые товарищества «Витязь-1», «Нептун-1».
Большинство домов либо «сельские», либо коттеджи.
В Степанькове находится животноводческая ферма.

## Достопримечательности
В деревне имеется Клуб, на территории которого находится памятник воинам, погибшим в годы Великой Отечественной войны (жителям деревни).

## Транспорт
Маршрут 36 ( пл. Правда — Степаньково — сан. «Тишково»)

## Население
| 1859 | 1890 | 1899 | 1926 | 2002 | 2006 | 2010 |
| ---- | ---- | ---- | ---- | ---- | ---- | ---- |
| 98   | ↗100 | ↗108 | ↗168 | ↗345 | ↘344 | ↘325 |